# Institut für Geschichte der Medizin und Ethik in der Medizin der Charité
Das Institut für Geschichte der Medizin und Ethik in der Medizin der Charité – Universitätsmedizin Berlin (vormals Institut für Geschichte der Medizin der Charité, Berlin) ist ein im Jahr 1930 zum Zweck der Forschung und Lehre der Medizingeschichte gegründetes Universitätsinstitut an der Charité in Berlin. Der Medizinhistoriker Paul Diepgen war der Gründungsdirektor des Instituts. Nach der Teilung Deutschlands wurde in den 1960er Jahren sowohl im Ostteil Berlins durch Alexander Mette als auch im Westteil durch Heinz Goerke ein medizinhistorisches Institut (wieder-)begründet. Derzeit wird das seit 2004 unter dem Dach der Charité - Universitätsmedizin Berlin fusionierte Institut von Volker Hess geleitet.
Während das Institut ursprünglich einen allgemeinen wissenschaftshistorischen Fokus hatte, konzentriert sich die Forschung heute weitgehend auf neuzeitliche Medizingeschichte. Zu den Themen gehören etwa Medizin im Nationalsozialismus, Patientengeschichte, Geschichte der Rassenhygiene und die Geschichte der Psychiatrie. 2017 wurde der neue Lehrstuhl für Medizinethik und Medical Humanities in das Institut integriert. Derzeit verfügt das in der Thielallee 71 in Berlin-Dahlem befindliche Institut über rund 40 Mitarbeitende, bietet universitäre Lehrveranstaltungen an und organisiert wissenschaftliche Tagungen. Das Institut ist, auch personell, eng verbunden mit der Berliner Gesellschaft für Geschichte der Medizin.

## Bibliothek
Die zum Institut gehörige „Bibliothek & Sammlung Medical Humanities“ (BSMH) verfügt über rund 200.000 Medieneinheiten.